# Cantó d'Agen Centre
El cantó de Agen-Centre és un cantó francès del departament d'Òlt i Garona, situat al districte d'Agen. Compta amb part del municipi d'Agen.

## Municipis
- Agen

## Història
| Data d'elecció                           | Identitat        | Partit        | Qualitat |
| ---------------------------------------- | ---------------- | ------------- | -------- |
| 1976-1981                                | Pierre Esquirol  | Divers droite |          |
| 1981-1997                                | Paul Chollet     | UDF           |          |
| 1997-2001                                | Philippe Lacaze  | RPR           |          |
| 2001-2008                                | Lucette Lousteau | PS            |          |
| 2008-                                    | Pierre Chollet   | Divers droite |          |
| les dades anteriors no són pas conegudes |                  |               |          |
|                                          |                  |               |          |

## Demografia
| 1962 | 1968 | 1975 | 1982 | 1990 | 1999 | 2006   |
| ---- | ---- | ---- | ---- | ---- | ---- | ------ |
| -    | -    | -    | -    | -    | -    | 16.004 |